# Stor-Mörtsjön
Stor-Mörtsjön är en sjö i Örnsköldsviks kommun i Ångermanland och ingår i Moälvens huvudavrinningsområde.